# José Nicolás de Azara
José Nicolás de Azara (ur. 5 grudnia 1730 w Barbastro, zm. 26 stycznia 1804 w Paryżu) – hiszpański polityk, dyplomata i kolekcjoner sztuki.

## Życiorys
Urodził się w Barbastro w gminie Barbunales (Aragonia). W 1765 roku został hiszpańskim agentem i prokuratorem, a następnie, w 1785 roku – ambasadorem w Rzymie. Podczas wielu lat pobytu w wiecznym mieście zasłynął jako kolekcjoner sztuki włoskiej.
Brał udział w uzgadnianiu z papiestwem delikatnej kwestii wydalenia jezuitów z Hiszpanii. Popierał wybór papieża Piusa VI. Gdy Francuzi zajęli w 1798 roku Rzym, de Azara wycofał się do Florencji. Działał następnie jako życzliwy Piusowi pośrednik w kontaktach z Francuzami, póki papież nie zmarł w Valence (Drôme) w 1799. 
Od 1799 do 1804 roku był ambasadorem w Paryżu. W roku 1800 podpisał z Francuzami traktat w San Ildefonso, który uczynił Hiszpanię klientem Francuzów. José Nicolás de Azara był zwolennikiem tego sojuszu, ale bał się, że Hiszpania drogo zapłaci za szaleńcze ambicje Napoleona. Sam Napoleon osobiście bardzo lubił de Azarę. De Azara zmarł w 1804 roku w Paryżu, czując się totalnie wyczerpany troską o losy swego kraju.
Jego bratem był wojskowy i przyrodnik Félix de Azara.